# Коув (Тексас)
Коув (енгл. Cove) град је у америчкој савезној држави Тексас. По попису становништва из 2010. у њему је живело 510 становника.

## Демографија
Према попису становништва из 2010. у граду је живело 510 становника, што је 187 (57,9%) становника више него 2000. године.
| Група             | 2000.       | 2010.       |
| Белци             | 295 (91,3%) | 452 (88,6%) |
| Афроамериканци    | 6 (1,9%)    | 9 (1,8%)    |
| Азијати           | 0 (0,0%)    | 2 (0,4%)    |
| Хиспаноамериканци | 15 (4,6%)   | 36 (7,1%)   |
| Укупно            | 323         | 510         |